# Добаш малазійський
Доба́ш малазійський (Sasia abnormis) — вид дятлоподібних птахів родини дятлових (Picidae). Поширений у Південно-Східній Азії.

## Поширення
Мешкає в тропічних лісах Яви, Суматри та Борнео, а також на інших менших островах і Малайському півострові.

## Опис
Це маленький дятел завдовжки всього 10 см. Має міцні ноги, які придатні для хапання за гілки та лазіння, і дуже короткий хвіст. Верхня частина тіла, як правило, зелена з відтінком бронзи, а нижня частина червона, помаранчева або корична, з світлішими боками. Плечі і спина оливкові, крила зверху буруваті. Присадкуватий хвіст зверху чорнуватий, облямований оливковим краєм. Самець має жовту або золотисту пляму на лобі, тоді як самиця має бронзову пляму. Також вони відрізняються тим, що у самиці більший дзьоб. Верхня нижня щелепа в обох статей чорнувата, а нижня — жовтувата. Райдужна оболонка червонувата, навколо очей є рожеве або пурпурне кільце голої шкіри. Ноги та ступні жовтуваті або помаранчеві.

## Біологія
Це осілий птах, який харчується мурахами та іншими дрібними комахами. Знаходить поживу на гілках підліску або на підстилці, шукаючи дзьобом. Коли він харчується на деревах, то, як і інші дятли, промацує кору, постукуючи по ній дзьобом. Гніздиться всередині порожнини стовбура.